# Belpamela
El MS Belpamela fue un buque de carga pesada de la compañía naviera noruega Belships. El barco se hundió el 11 de abril de 1947 frente a Terranova mientras cubría la travesía de Nueva York a Cherburgo, después de que la carga de 17 locomotoras que llevaba a bordo se moviera durante una tormenta.

## Hundimiento

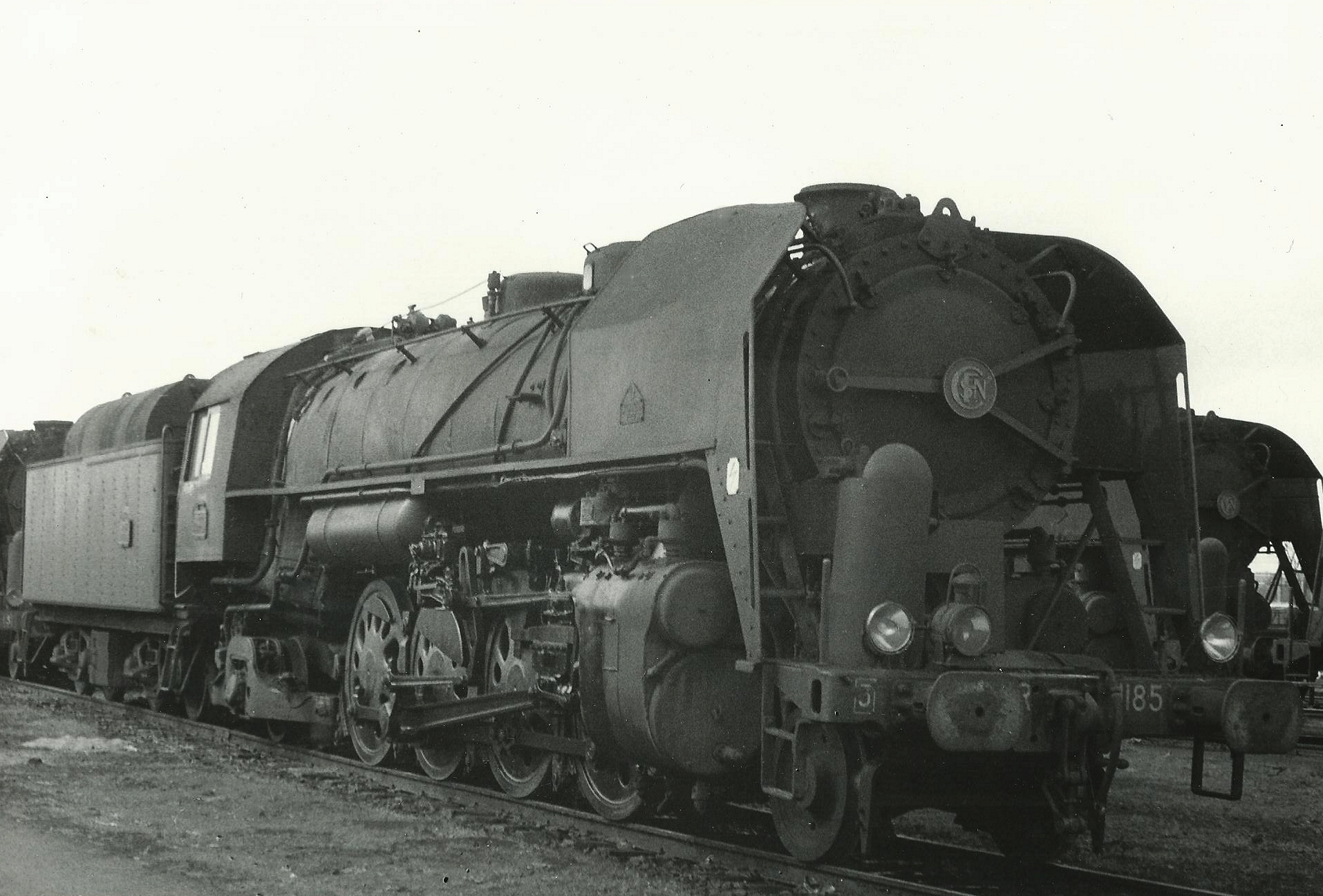
Una locomotora 141 R de SNCF en Rennes en 1969.

Tras el fin de la guerra el barco fue reparado de un ataque aliado el 2 de abril de 1945, y continuó su viaje de transporte pesado por todo el mundo. Un gran pedido de los ferrocarriles franceses SNCF, que había pedido un total de 1.340 locomotoras 141 R del tipo Mikado a los fabricantes de locomotoras de Estados Unidos y Canadá para compensar las pérdidas de guerra, ocupó un espacio especialmente grande. 
En abril de 1947, el Belpamela estaba en un viaje de Nueva York a Cherburgo con 17 de estas locomotoras, números 141.R.1220 a 141.R.1235 y 141.R.1241 del fabricante Montreal Locomotive Works. En el Atlántico, frente a la costa de Terranova, el barco se vio afectado por un mal tiempo severo, en el que las locomotoras se desplazaron de la carga y el barco se hundió a 37°44′N, 53°3′O, con la pérdida de las vidas de nueve miembros de la tripulación.